# Gerhard Drexler

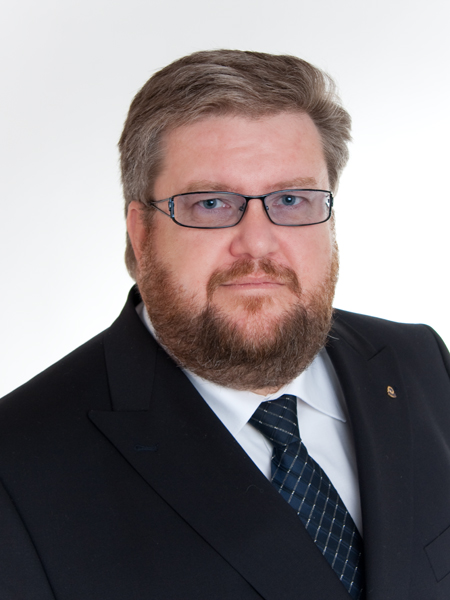
Gerhard Drexler, 2013

Gerhard Drexler (* 31. Januar 1964 in Freyung) ist ein deutscher Politiker und ehemaliger Bundestagsabgeordneter der FDP.

## Leben
Drexler besuchte bis 1981 die staatliche Realschule Freyung und absolvierte anschließend eine Ausbildung bei einem regionalen Autohaus. 1992 machte er eine Ausbildung zum Versicherungsfachmann am Berufsbildungswerk der Versicherungswirtschaft in Soltau und Hamburg, 2007 schloss er eine Weiterbildung zum Finanzfachwirt (FH) an der staatlichen Fachhochschule in Schmalkalden ab. Er ist Geschäftsführer des eigenen Finanzmanagement- und Versicherungsmaklerunternehmens.
Gerhard Drexler war Präsident des Lions-Club Freyung-Grafenau am Nationalpark für das Amtsjahr 2012/13 und Member of the Melvin Jones Fellowship.

## Politische Karriere
Gerhard Drexler gründete 2002 den FDP-Kreisverband Freyung-Grafenau und war bis 2020 Kreisvorsitzender. Drexler war von 2007 bis 2011 Mitglied im Landesvorstand der FDP Bayern, Bundestagskandidat (2005 und 2009) sowie Landtagskandidat (2008 und 2013). Drexler kandidierte 2008 als Landratskandidat gegen Landrat Alexander Muthmann. Beide unterlagen damals allerdings dem Kandidaten der CSU Landrat Ludwig Lankl (CSU). Von 2008 bis 2014 war Drexler Kreisrat im Landkreis Freyung-Grafenau und Stadtrat in der Kreisstadt Freyung.
2011 wurde er Mitglied im Bundesvorstand des Liberalen Mittelstands, zudem ist er stellvertretender Landesvorsitzender und niederbayerischer Bezirksvorsitzender des Liberalen Mittelstandes Bayern.
Bei der Bundestagswahl 2009 verpasste Drexler den Einzug in den Bundestag um 0,2 %, er wurde dadurch allerdings erster Nachrücker auf der Landesliste der FDP Bayern. Am 15. Mai 2013 wurde er deshalb für sechs Monate Abgeordneter im 17. Deutschen Bundestag als Nachfolger des verstorbenen Max Stadler. Für die 18. Wahlperiode des Deutschen Bundestages kandidierte er nicht mehr.
Drexler war der erste Bürger der Kreisstadt Freyung und erster Liberaler im Landkreis Freyung-Grafenau, der als Abgeordneter im Deutschen Bundestag saß.
2017 folgten ihm Nicole Bauer und 2021 Muhanad Al-Halak, den er 2017 in die Partei geholt hatte, ins Parlament.
Er ist seit 2013 Mitglied der Deutschen Parlamentarischen Gesellschaft und seit 2018 Mitglied der Deutsch-Arabischen Gesellschaft.